# Wojciech Kurpiewski
Wojciech Sławomir Kurpiewski (* 16. Februar 1966 in Nowy Dwór Mazowiecki; † 8. Oktober 2016 in Providence, Rhode Island, Vereinigte Staaten) war ein polnischer Kanute.

## Erfolge
Wojciech Kurpiewski nahm an zwei Olympischen Spielen teil. Bei seinem Olympiadebüt 1988 in Seoul ging er unter anderem mit Maciej Freimut im Zweier-Kajak über 500 Meter an den Start und erreichte mit ihm nach einem vierten Rang im Vorlauf noch nach einem dritten Platz im Hoffnungslauf das Halbfinale, das sie ebenfalls auf Rang drei beendeten. Im Endlauf belegten sie den sechsten Platz. Darüber hinaus gehörte Kurpiewski zum polnischen Aufgebot im Vierer-Kajak auf der 1000-Meter-Strecke, auf der sich die Mannschaft nach einem Sieg im Vorlauf und Rang zwei im Halbfinale ebenfalls für den Endlauf qualifizierte. Sie schloss das Finalrennen auf dem fünften Platz ab.
Bei den Olympischen Spielen 1992 in Barcelona ging Kurpiewski in denselben Disziplinen wie vier Jahre zuvor an den Start. Mit Maciej Freimut zog er dank eines Sieges im Vorlauf und Rang zwei im Halbfinale erneut ins Finale ein, in dem die beiden nach 1:29,84 Minuten hinter den siegreichen Deutschen Kay Bluhm und Torsten Gutsche als Zweite die Ziellinie überquerten und die Silbermedaille gewannen. Im Vierer-Kajak gelang ebenfalls die erneute Finalqualifikation und die Polen beendeten das Finalrennen auf dem sechsten Platz.
Im Vierer-Kajak gewann Kurpiewski 1986 in Montreal über 1000 Meter seine erste internationale Medaille, als er den dritten Platz belegte. Ein Jahr darauf wurde er in Duisburg im Vierer-Kajak über 500 Meter Vizeweltmeister. Bei den Weltmeisterschaften 1989 in Plowdiw gewann er im Vierer-Kajak auch über 1000 Meter die Silbermedaille, während er im Zweier-Kajak über 500 Meter mit Maciej Freimut Bronze gewann. Die beiden sicherten sich in diesem Wettbewerb 1993 in Kopenhagen Silber.
Kurpiewski wurde im Einer-, Zweier- und Vierer-Kajak insgesamt achtmal polnischer Landesmeister.